# Санта-Ана (департамент)
Санта-Ана (ісп. Santa Ana) — один з 14 департаментів Сальвадору. Знаходиться в західній частині країни. Межує з департаментами Чалатенанго, Ла-Лібертад, Сонсонате, Ауачапан та державою Гондурас. Адміністративний центр — місто Санта-Ана. Утворений 8 лютого 1855 року. Площа — 2023 км². Населення — 523 655 чол. (2007).

## Географія
Департамент знаменитий своїми вулканами, деякі з яких діючі. Вулкан Санта-Ана вважається найвищим і активним вулканічним піком в країні, кратер якого заповнений озером. Південніше розташований вулкан Ісалько, який за свою постійну активність отримав прізвисько «Тихоокеанський маяк», або «маяк Центральної Америки».
У кратері вулкана Серо-Верде розташовується однойменний національний парк. В долині між трьома цими вулканами знаходиться адміністративний центр департаменту — Санта-Ана.
Через департамент проходить Панамериканське шосе.

## Муніципалітети

Муніципалітети Санта-Ани.

| № на мапі | Муніципалітет             | Площа, км² | Населення, чол. |
| --------- | ------------------------- | ---------- | --------------- |
| 1         | Канделарія-де-ла-Фронтера | 91,13      | 33 550          |
| 2         | Чалчуапа                  | 165,76     | 86 200          |
| 3         | Коатепеке                 | 126,85     | 48 544          |
| 4         | Ель-Конго                 | 91,43      | 22 274          |
| 5         | Ель-Порвенір              | 52,52      | 7 819           |
| 6         | Масауат                   | 71,23      | 5 125           |
| 7         | Метапан                   | 668,36     | 59 499          |
| 8         | Сан-Антоніо-Пахональ      | 51,92      | 4 574           |
| 9         | Сан-Себастьян-Салітрильйо | 42,32      | 16 688          |
| 10        | Санта-Ана                 | 400,05     | 261 568         |
| 11        | Санта-Роза-Гуачипилін     | 38,41      | 7 909           |
| 12        | Сантьяго-де-ла-Фронтера   | 44,22      | 9 150           |
| 13        | Техістепеке               | 178,97     | 20 904          |

## Галерея

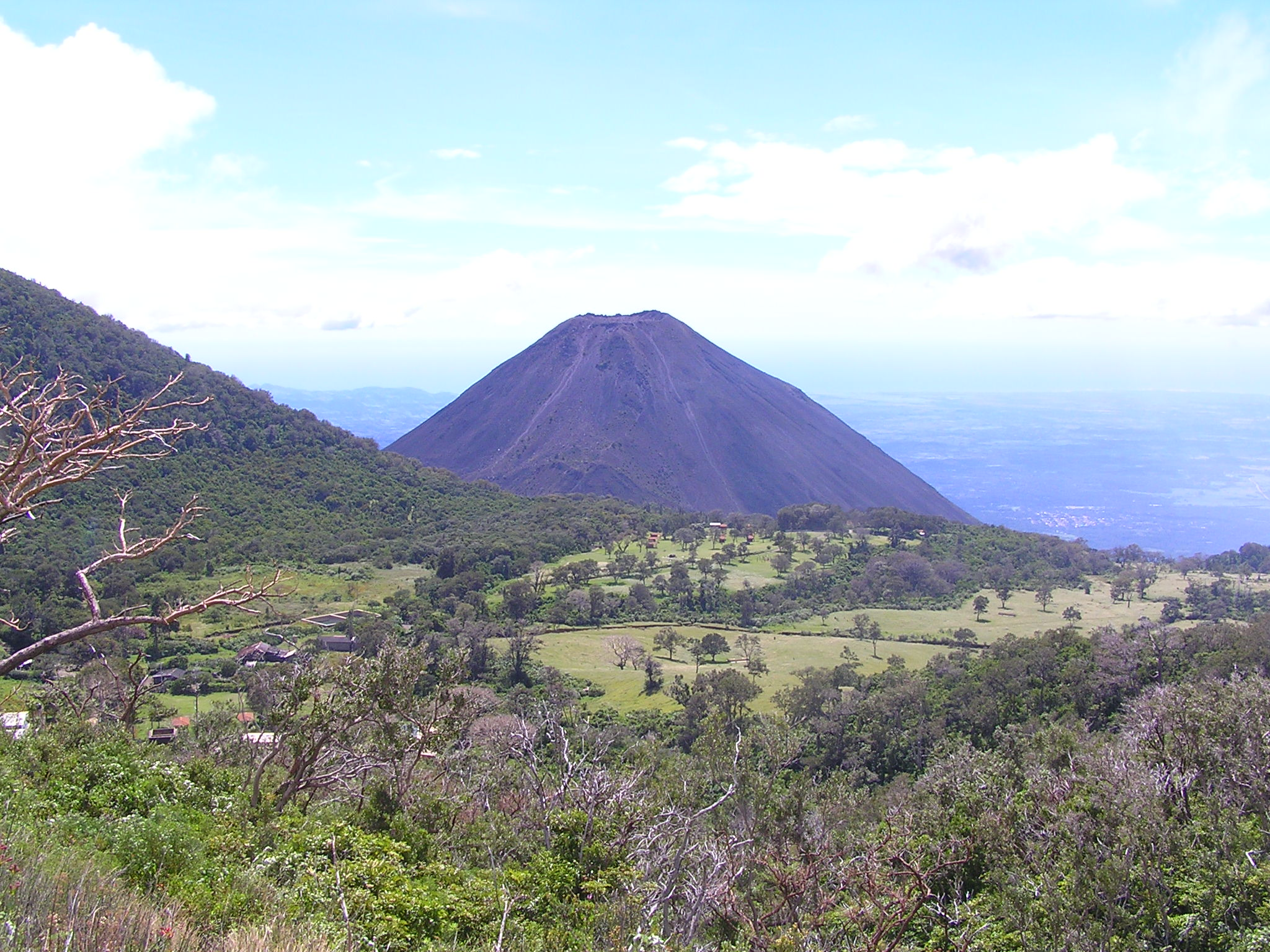
Вулкан Ісалько
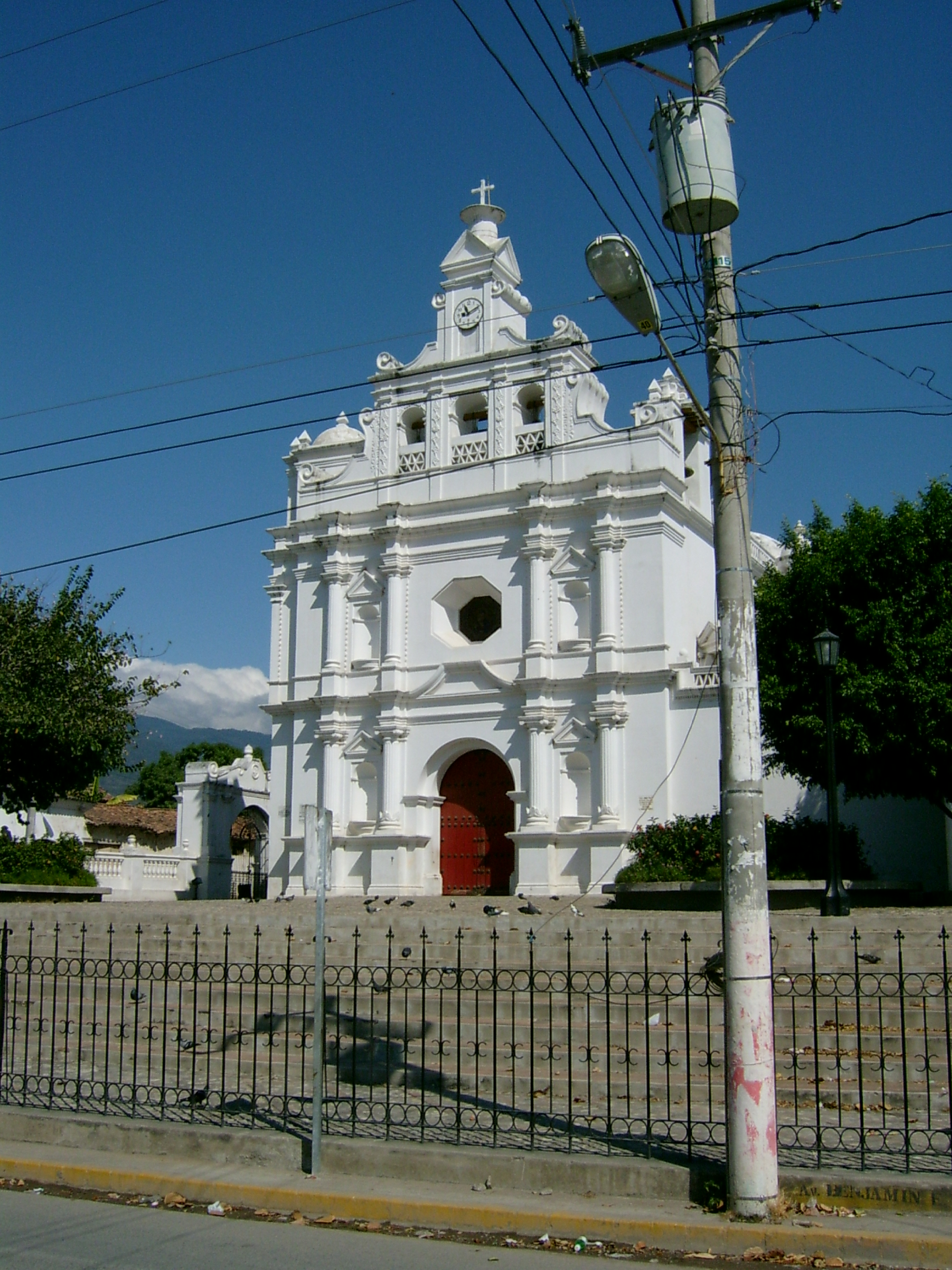
Церква Сан-Педро в Метапані